# Ultimate Avengers – The Movie
Ultimate Avengers – The Movie ist ein im Frühjahr 2006 Direct-to-DVD veröffentlichter Zeichentrickfilm. Von Marvel Enterprises produziert, wird er durch Lions Gate Entertainment vertrieben und in Deutschland durch NewKSM verlegt.

## Handlung
In den letzten Tagen des Zweiten Weltkrieges plant eine Gruppe von Nazi-Wissenschaftlern einen verheerenden Raketenabschuss auf die USA, im letzten Augenblick gelingt es Captain America jedoch dies zu verhindern. Von der Wissenschaftler-Gruppe im Kampf gestellt, die sich hier als außerirdische Formwandler enttarnen, stürzt er ins Meer und wird eingefroren. Jahre später gelingt es General Fury mit seiner Organisation S.H.I.E.L.D., Captain America zu finden und ihn ins Leben zurückzuholen. In den Händen der Wissenschaftler Betty Ross und Bruce Banner geht seine Genesung zügig voran. Banner, der beauftragt ist, aus dem Blut von Captain America weitere Supersoldaten zu erzeugen, hat eigene Pläne und bemüht sich, seinen Hulk-Zustand unter Kontrolle zu bekommen. Derweil gelingt es S.H.I.E.L.D. einen Satelliten zu positionieren, der die Lokalisierung der Aliens, die seitdem auf der Erde spioniert haben, vorzunehmen. Dies gelingt zuerst, doch wird der Satellit kurz nach seiner Installation von den Formwandlern zerstört, die sodann darangehen S.H.I.E.L.D. zu finden und zu zerstören. Fury schart derweil eine Gruppe von Helden um sich, deren Rekrutierung sich teilweise recht schwierig erweist. Nachdem die Außerirdischen S.H.I.E.L.D. lokalisiert haben, kommt es zum Kampf, zuerst gelingt es den Superhelden gemeinsam mit dem zum Hulk gewandelten Bruce Banner die Aliens zu vernichten, danach müssen sie den Hulk, dessen Serum zur Selbstkontrolle nicht funktioniert, niederringen. Es gelingt und die Welt wird gerettet.

## Synchronisation
Die deutsche Fassung wurde bei DMT – Digital Media Technologie GmbH in Hamburg erstellt, das Dialogbuch wurde von Andreas Barz geschrieben und Synchronregie führte Michael Bartel.
| Rolle                               | Englische Sprecher | Deutsche Sprecher |
| ----------------------------------- | ------------------ | ----------------- |
| Steven Rogers alias Captain America | Justin Gross       | Sascha Draeger    |
| Tony Stark alias Iron Man           | Marc Worden        | Sascha Rotermund  |
| Nick Fury                           | Andre Ware         | Detlef Bierstedt  |
| Janet Van Dyne-Pym alias Wasp       | Grey DeLisle       | Manuela Bäcker    |
| Henry Pym alias Giant-Man           | Nolan North        |                   |
| Thor                                | Dave Boat          | Nicolas König     |
| Natalia Romanoff alias Black Widow  | Olivia d’Abo       | Bianca Krahl      |
| Hulk                                | Fred Tatasciore    | Robin Brosch      |
| Dr. Bruce Banner                    | Michael Massee     | Robin Brosch      |
| Dr. Betty Ross                      | Nan McNamara       | Simona Pahl       |
| Herr Kleiser                        | James K. Ward      | Wolf Frass        |